# Syllepte microsema
Syllepte microsema là một loài bướm đêm trong họ Crambidae.